# Xantho poressa
Xantho poressa là một loài cua sinh sống ở Biển Đen, Địa Trung Hải và một số khu vực đông Đại Tây Dương. Đây là một trong bốn loài của chi Xantho.
Con chưa trưởng thành sinh sống ở các rặng Posidonia cho đến lần lột xác cuối cùng, vào lúc đó chúng sẽ di cư tới bề mặt đá gần nhất.

## Hình ảnh

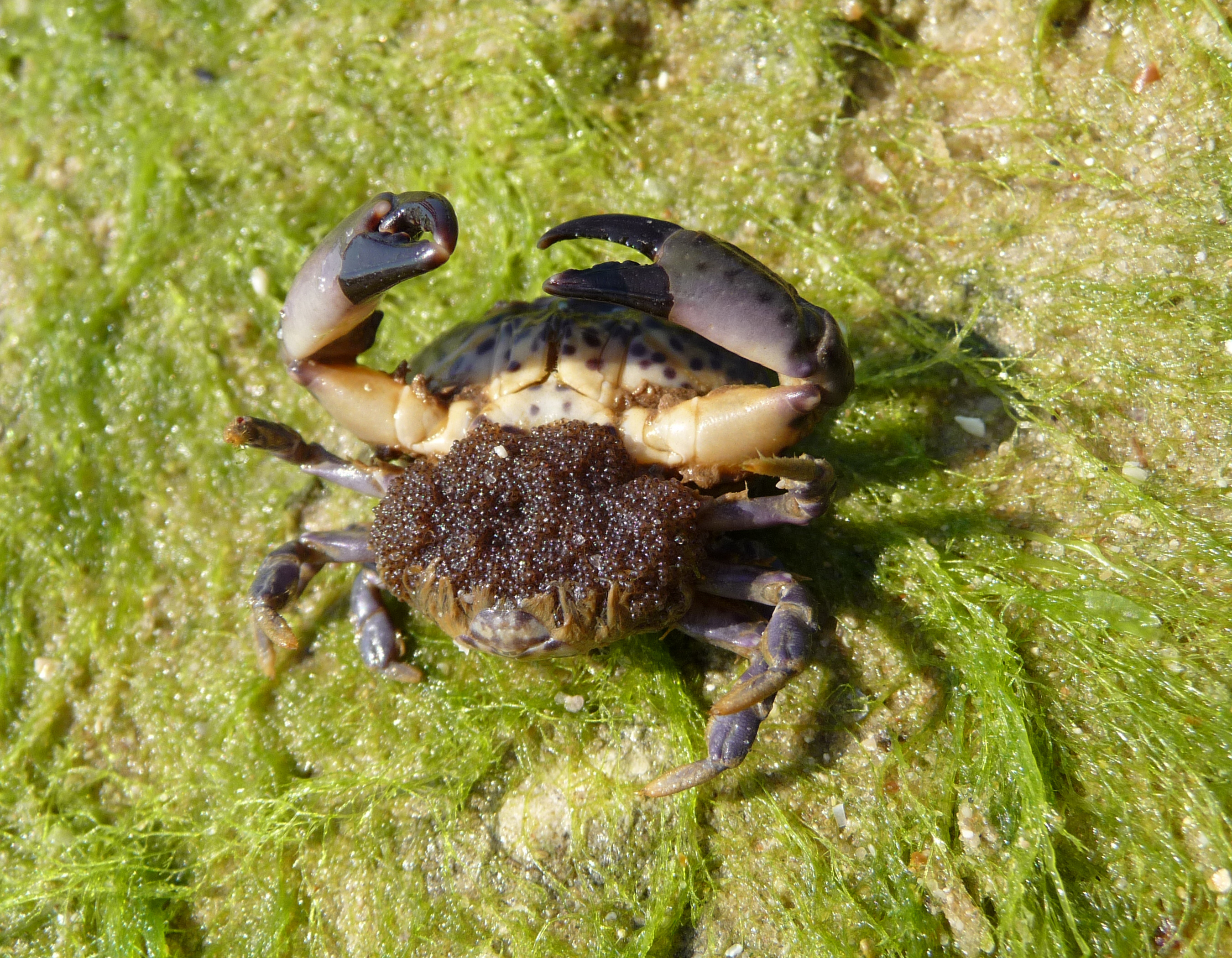
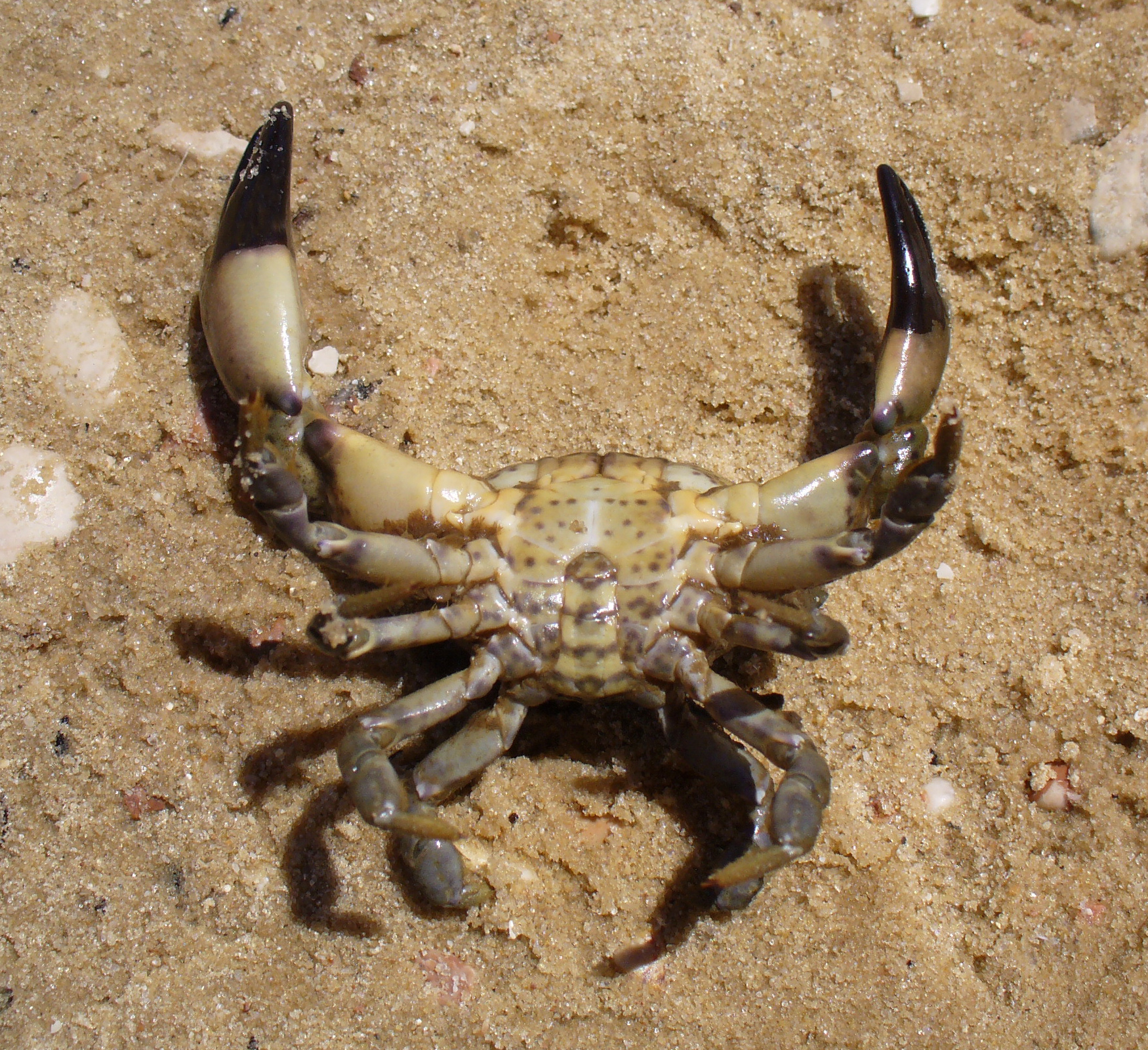
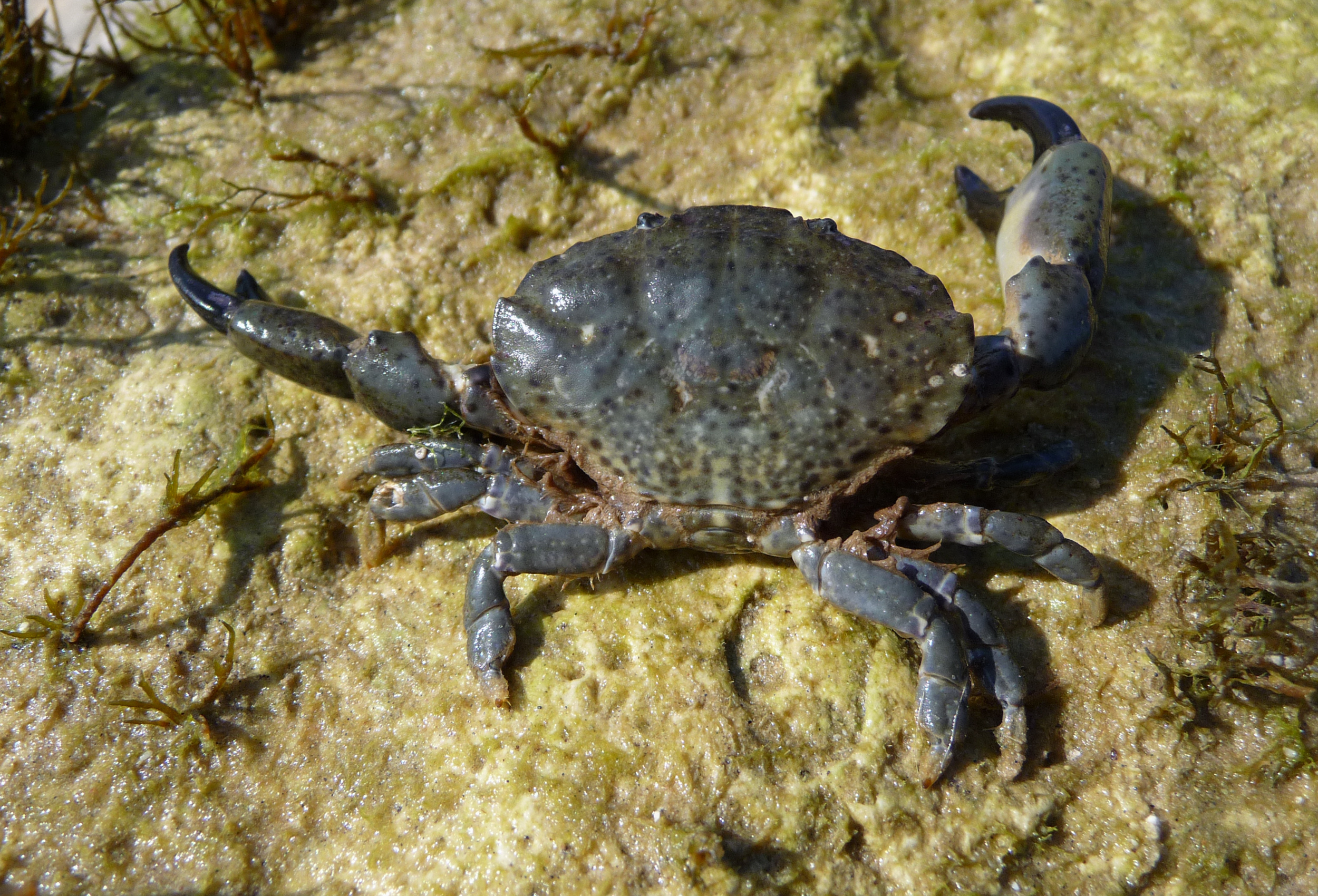
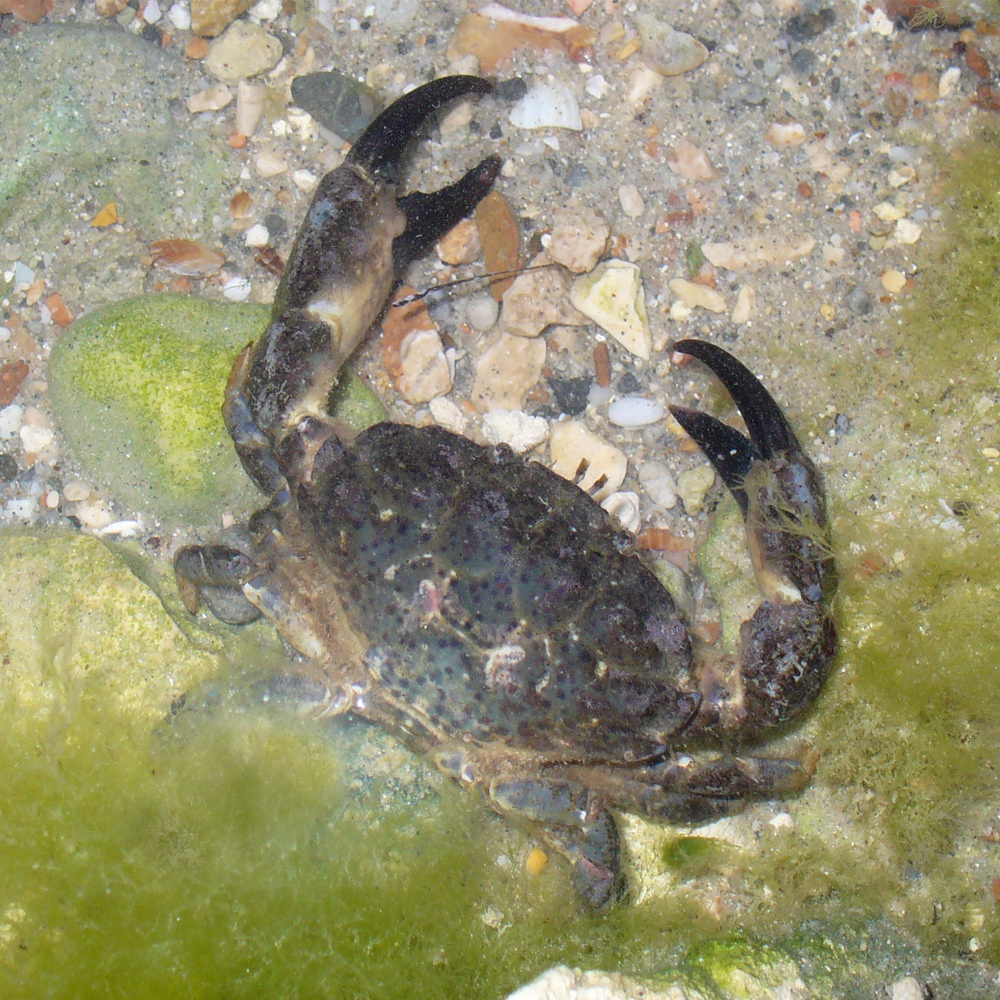
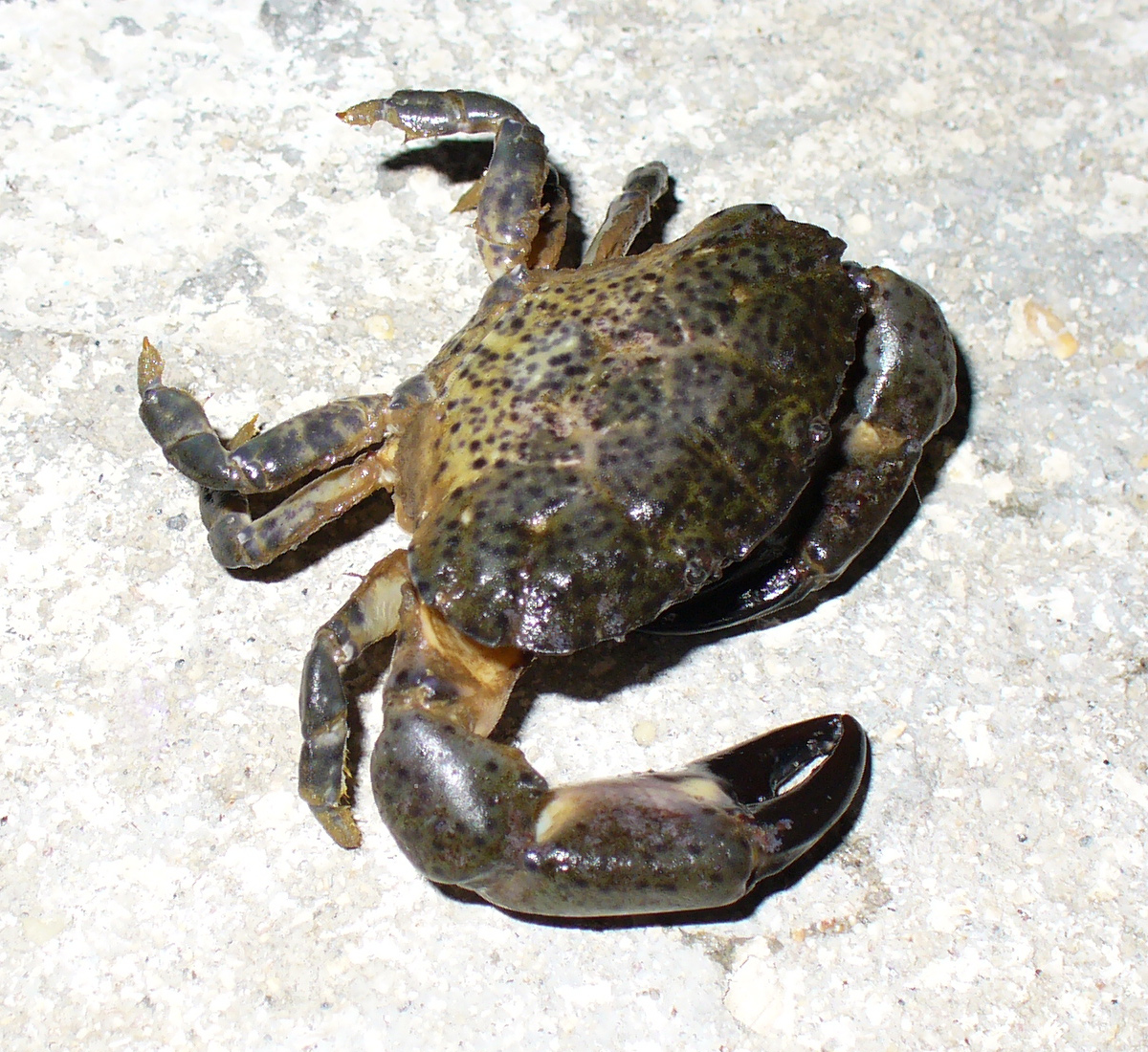